# Цветичанин, Лука
Лука Цветичанин (серб. Лука Цветићанин; родился 11 февраля 2003, Зренянин) — сербский футболист, полузащитник клуба «Колубара».

## Клубная карьера
Уроженец Зренянина, Лука начал карьеру в молодёжной команде местного клуба «Петлич». В 2010 году стал игроком футбольной академии белградского «Партизана». В 2019 году стал игроком клуба «Вождовац». 24 августа 2019 года Лука дебютировал в основном составе «Вождоваца», выйдя на замену в матче сербской Суперлиги против «Младост Лучани». 14 сентября 2019 года впервые вышел в стартовом составе «Вождоваца» в матче против клуба «Чукарички».

## Карьера в сборной
Выступал за сборные Сербии до 16, до 17 и до 18 лет.